# Chrotomys gonzalesi
Chrotomys gonzalesi är en däggdjursart som beskrevs av Rickart och Heaney 1991. Chrotomys gonzalesi ingår i släktet randråttor, och familjen råttdjur. IUCN kategoriserar arten globalt som nära hotad. Inga underarter finns listade i Catalogue of Life. Artepitet i det vetenskapliga namnet hedrar zoologen Pedro C. Gonzales från Filippinerna.
Arten når en absolut längd av 232 till 293 mm, inklusive en 83 till 105 mm lång svans. Bakfötterna är 34 till 39 mm långa, öronen är 20 till 23 mm stora och vikten ligger vid 70 till 190 g. Ovansidan är täckt av lång och mjuk päls som har en svartaktig färg. Den blir mörkbrun eller mörkgrå fram till sidorna och buken. Hos flera exemplar förekommer en ljusare längsgående strimma på ryggens topp som kan vara ofullständig. Nosen är lite långsträckt. Det finns inga synliga hår på svansen.
Denna gnagare förekommer på berget Isarog på ön Luzon som tillhör Filippinerna. Utbredningsområdet ligger 1350 till 1800 meter över havet. Habitatet utgörs av fuktiga bergsskogar. Individerna äter främst daggmaskar.